# Gemeinschaft der Europäischen Bahnen
Die Gemeinschaft der Europäischen Bahnen (GEB; französisch Communauté européenne du rail (CER)) ist eine Europäische Interessenvertretung der Eisenbahnverkehrs- (EVU) und Eisenbahninfrastrukturunternehmen (EIU) aus der Europäischen Union und deren Anrainerstaaten.
Der 1988 gegründete Wirtschaftsverband mit Sitz in Brüssel macht sich zur Aufgabe die Interessen ihrer ungefähr 70 Mitglieder gegenüber europäischen Institutionen (z. B. Europäischen Kommission) und Entscheidungsträgern zu vertreten. Dabei steht die Förderung der Eisenbahn als zukunftsträchtiges und nachhaltiges Transportmittel im Vordergrund, wobei der Abbau von technischen und bürokratischen Hemmnissen ein wichtiges Ziel ist (Interoperabilität). Sie wurde im Rahmen des Internationalen Eisenbahnverbandes UIC 1958 gegründet.
Seit dem 1. Januar 2021 ist Alberto Mazzola geschäftsführender Direktor (Executive Director), der den seit dem 1. Januar 2012 amtierenden Libor Lochman ablöste.
Vom 1. Januar 2014 bis 17. Mai 2016 war der ÖBB-Generaldirektor Christian Kern Vorsitzender. Er trat nach seiner Berufung zum österreichischen Bundeskanzler zurück. Zu seinem Nachfolger wurde Rüdiger Grube, Vorstandsvorsitzender der Deutschen Bahn gewählt, der bereits 2017 von Crister Fritzson (Association of Swedish Train Operating Companies, ASTOC) abgelöst wurde. Anfang 2020 folgte Andreas Matthä, Vorstandsvorsitzender der ÖBB als Präsident nach.

## Mitglieder
| Land                | Gesellschaft | Abkürzung           |
| ------------------- | --- | ------------------- |
| Albanien            | Hekurudha Shqiptare | HSH                 |
| Belgien             | Lineas | Lineas              |
| Belgien             | Nationale Gesellschaft der Belgischen Eisenbahnen/ Nationale Maatschappij der Belgische Spoorwegen/ Société Nationale des Chemins de fer Belges | NGBE NMBS SNCB      |
| Bosnien-Herzegowina | Željeznice Federacije Bosne i Hercegovine (Bahngesellschaft der Teilrepublik Föderation Bosnien und Herzegowina)                                | ŽFBH                |
| Bosnien-Herzegowina | Željeznice Republike Srpske (Bahngesellschaft der Teilrepublik Republika Srpska)                                                                | ŽRS                 |
| Bulgarien           | Balgarski Darschawni Schelesnizi | BDŽ                 |
| Bulgarien           | Bulmarket | Bulmarket           |
| Bulgarien           | Bulgarische Eisenbahninfrastrukturgesellschaft                                                                                                  | NRIC                |
| Dänemark            | Danske Statsbaner | DSB                 |
| Deutschland         | Deutsche Bahn | DB                  |
| Deutschland         | Verband Deutscher Verkehrsunternehmen | VDV                 |
| Estland             | Eesti Raudtee | EVR                 |
| Finnland            | VR-Yhtymä | VR Group            |
| Frankreich          | Société nationale des chemins de fer français                                                                                                   | SNCF                |
| Georgien            | Georgian Railway | GR                  |
| Griechenland        | Organismos Sidirodromon Ellados | OSE                 |
| Griechenland        | Hellenic Train |                     |
| Griechenland        | Piraeus Europe Asia Rail Logistics | Pearl               |
| Großbritannien      | Eurostar International | Eurostar            |
| Großbritannien      | Gruppo FNM | FNM                 |
| Irland              | Iarnród Éireann | IÉ                  |
| Italien             | Ferrovie dello Stato Italiane | FS Italiane         |
| Italien             | Rail Delivery Group | RDG                 |
| Israel              | Israel Railways | ISR                 |
| Kroatien            | Hrvatske Željeznice Infrastructura | HŽ Infrastructure   |
| Kroatien            | Hrvatske Željeznice Putnički prijevoz | HŽ Passenger        |
| Lettland            | Latvijas dzelzceļš | LDZ                 |
| Lettland            | Rail Baltica | RB Rail             |
| Litauen             | Lietuvos geležinkeliai | LTG                 |
| Luxemburg           | Chemins de Fer Luxembourgeois | CFL                 |
| Luxemburg           | CFL Cargo | CFL cargo           |
| Moldawien           | Calea Ferată din Moldova | CFM                 |
| Montenegro          | Željeznica Infrastruktura Crne Gore | ŽICG                |
| Montenegro          | Montecargo |                     |
| Niederlande         | Nederlandse Spoorwegen | NS                  |
| Niederlande         | Mitsui Rail Capital Europe | MRCE                |
| Niederlande         | Eurail |                     |
| Niederlande         | Hit Rail |                     |
| Nordmazedonien      | ŽRSM Infrastructura | ŽRSM Infrastructure |
| Nordmazedonien      | Železnici na Republika Severna Makedonija Transport                                                                                             | ŽRSM Transport      |
| Norwegen            | Vy | Vy                  |
| Österreich          | ÖBB-Holding | ÖBB                 |
| Österreich          | Fachverband der Schienenbahnen | WKO                 |
| Polen               | Polskie Koleje Państwowe | PKP                 |
| Portugal            | Comboios de Portugal | CP                  |
| Rumänien            | CFR Calatori |                     |
| Rumänien            | CFR Marfa |                     |
| Rumänien            | Compania Naţională de Căi Ferate | CFR                 |
| Schweden            | Tågföretagen | ASTOC               |
| Schweiz             | BLS AG | BLS                 |
| Schweiz             | Eurofima | Eurofima            |
| Schweiz             | Schweizerische Bundesbahnen | SBB                 |
| Schweiz             | Schweizerische Trassenvergabestelle | TVS                 |
| Serbien             | Infrastruktura Železnica Srbije | ŽS Infrastructure   |
| Serbien             | Srbija Voz | SV                  |
| Slowakei            | Železnice Slovenskej Republiky | ŽSR                 |
| Slowakei            | Železničná spoločnosť Slovensko | ŽSSK                |
| Slowenien           | Slovenske Železnice | SŽ                  |
| Spanien             | Renfe Operadora | Renfe               |
| Tschechien          | České dráhy | ČD                  |
| Tschechien          | Správa Železnic | SŽCZ                |
| Ukraine             | Ukrsalisnyzja | UZ                  |
| Ungarn              | Magyar Államvasutak | MÁV                 |
| Ungarn              | Győr-Sopron-Ebenfurti Vasút / Raab-Oedenburg-Ebenfurter Eisenbahn                                                                               | GySEV/Raaberbahn    |
| Ungarn              | HUNGRAIL | HUNGRAIL            |
| Ungarn              | Vasúti Pályakapacitás-elosztó | VPE                 |

## Beschlüsse
- Die in der Gemeinschaft der Europäischen Bahnen (CER) zusammengeschlossenen europäischen Staatsbahnen haben sich 2003 verpflichtet, neue Wagen ausschließlich mit Komposit-Bremssohlen (K-Sohlen) zu beschaffen.[8] Diese tragen bei Fahrzeugen, bei denen die Bremssohlen auf die Radfahrfläche wirken, zu einem verminderten Rad-Schiene-Geräusch von 8 bis 10 dB(A)[9] bei, indem sie – anders als bei den bis heute als Standardausrüstung verwendeten Grauguss-Bremssohlen – die Fahrflächen der Radsätze bei Bremsungen nicht aufrauen.